# لورا أوينز
لورا أوينز (بالإنجليزية: Laura Owens)‏ هي رسامة أمريكية، ولدت في 1970.